# Victor David Brenner
Victor David Brenner, (12 de junio de 1871 - 5 de abril de 1924) fue un escultor y medallista, conocido por ser el diseñador de la moneda de un centavo de Estados Unidos. 

## Galería

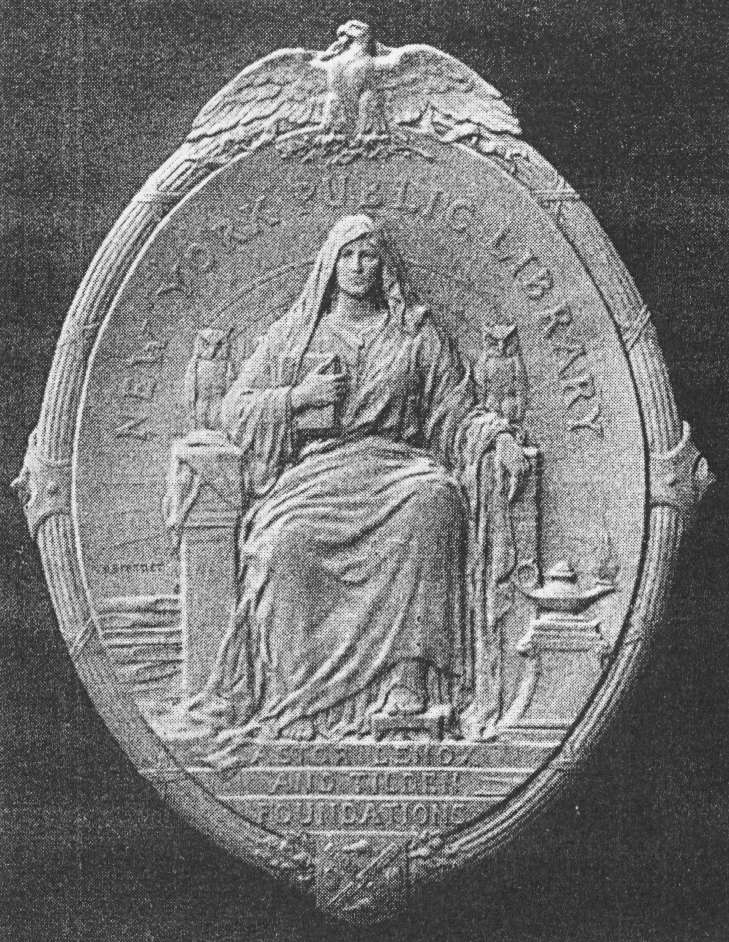
Medalla diseñada para la Biblioteca Pública de New York
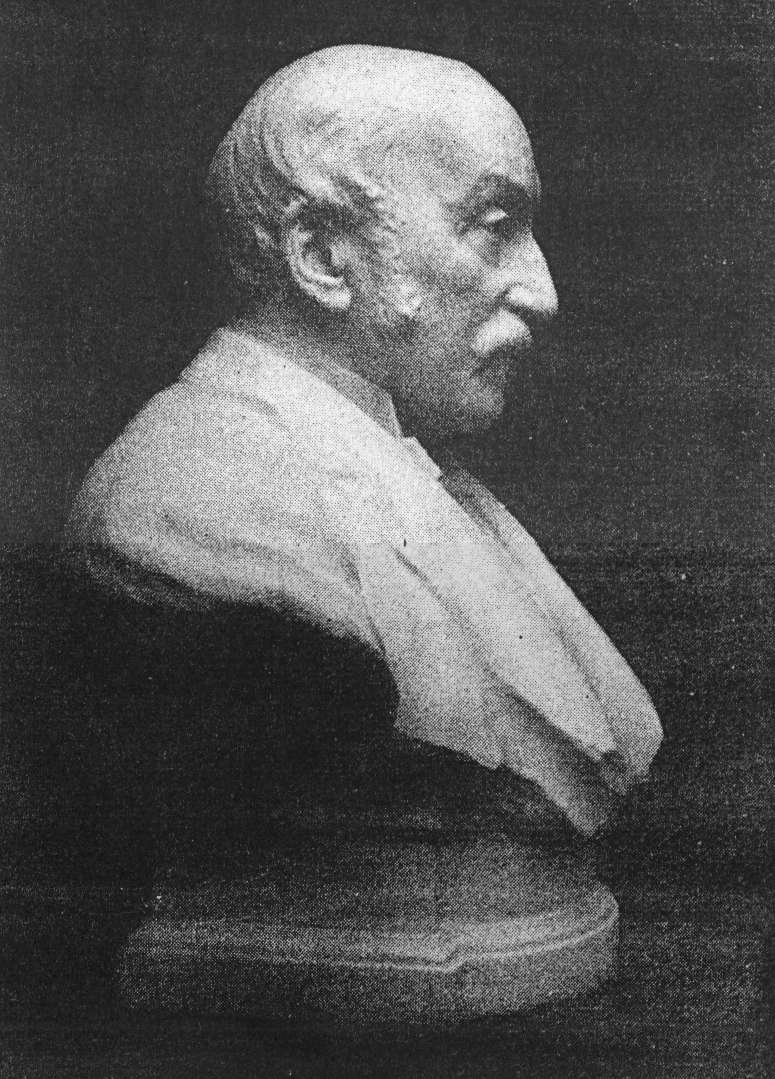
Busto de Charles Eliot Norton
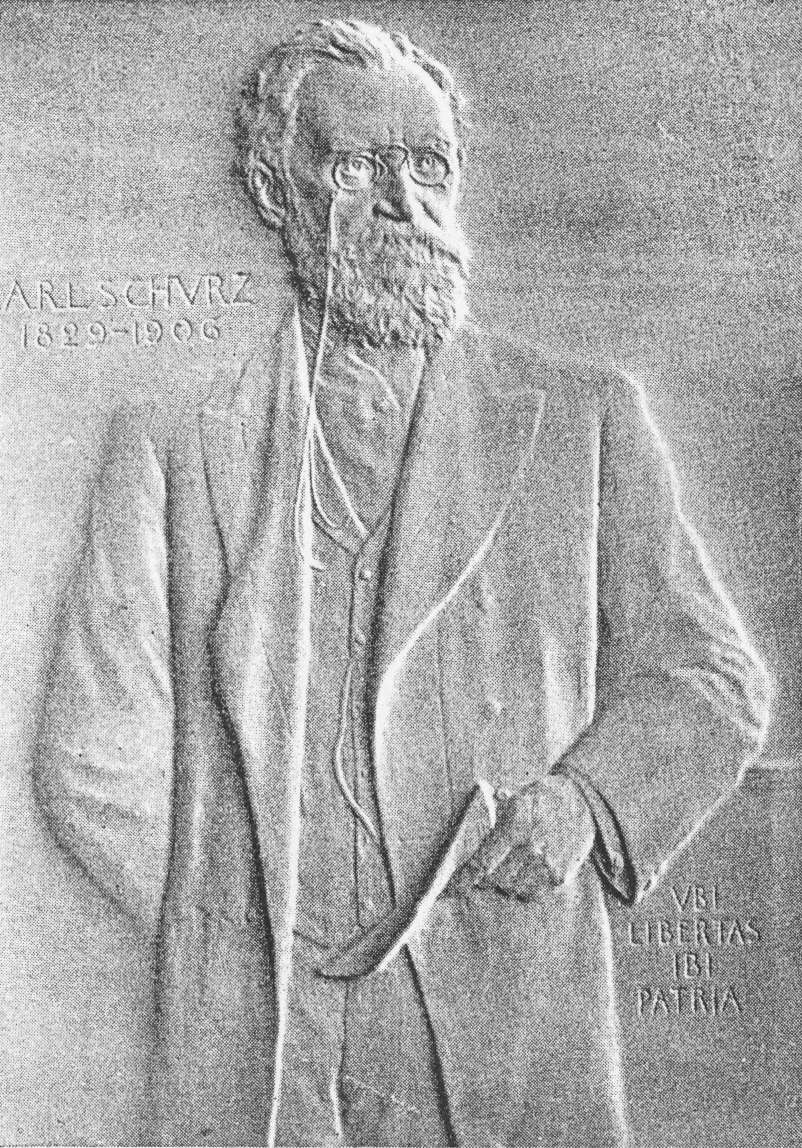
Bajorrelieve de Carl Schurz
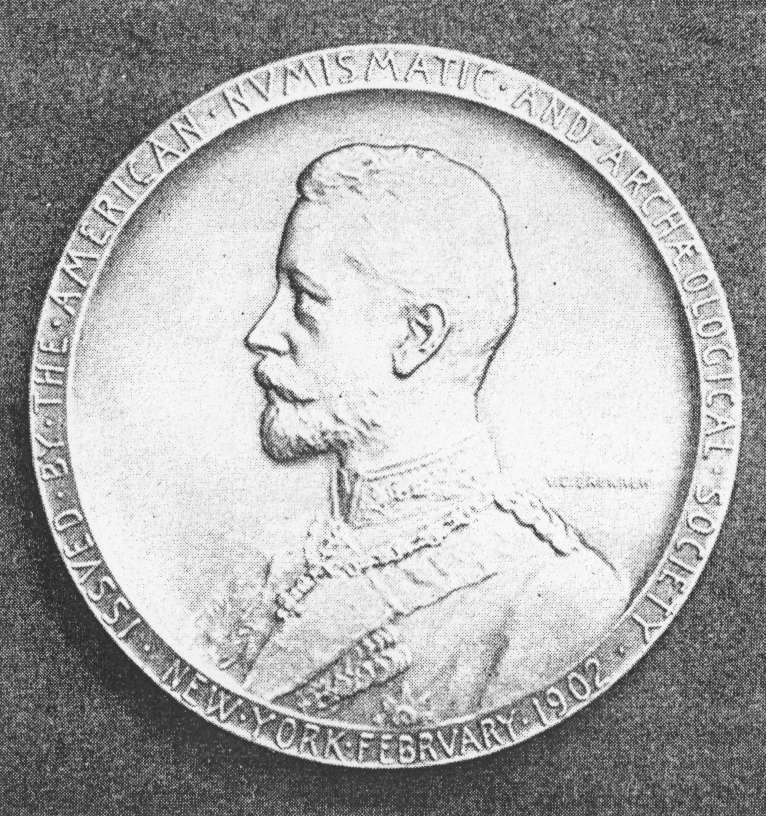
Medallón diseñado para la visita del Príncipe Heinrich de Prusia, 1902
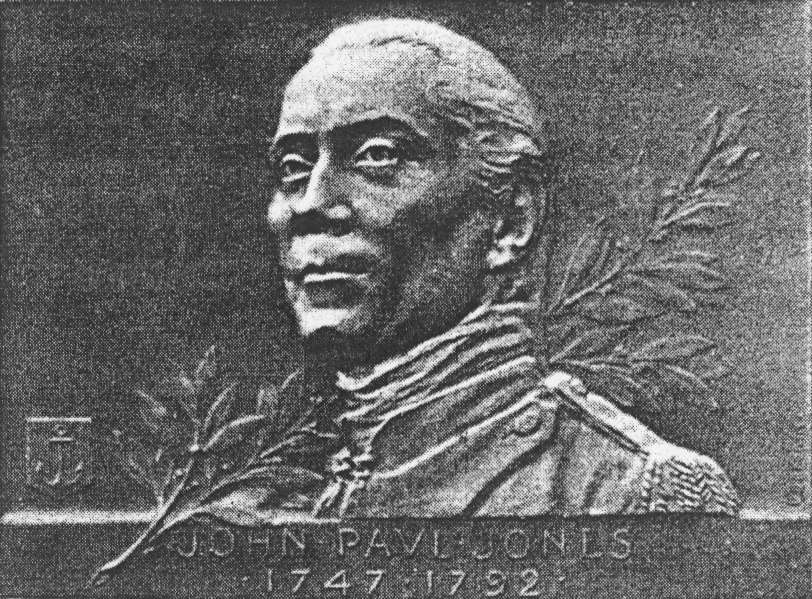
Bajorrelieve de John Paul Jones

- Datos: Q5762066
- Multimedia: Victor David Brenner / Q5762066